# Печатка Американського Самоа
Печатка американських Островів Самоа заснована на місцевому мотиві.
Фує або мухобійка — символізує мудрість, у той час як To'oto'o або посох символізує владу. Обидва символи використовуються правителем час розмови — відмітний знак, рівень королів. Тано (куля кави) — ще один символ Самоа (апельсиновий напій).
Внизу напис Samoa Ia Muamua Le Atua — «Самоа, Хай Бог буде перший». Нагорі — 17 квітня 1900 — дата приєднання островів до США та отримання ними офіційно статусу.